# Sydkoreas historie
Sydkoreas historie begynder formelt set ved proklameringen af Republikken Korea den 15. august 1948, selv om Syngman Rhee havde erklæret republikken i Seoul allerede den 13. august.
Efter, at Korea under japansk overherredømme havde fået sin afslutning i forbindelse med afslutningen af 2. verdenskrig den 15. august 1945, blev Korea delt ved den 38. breddegrad. USA besatte den del, som lå syd for denne, Sovjetunionen den nordlige del. Imidlertid blev man ikke enige om den videre implementering af tidligere indgåede aftaler i FN-regi. I efteråret 1948 blev som følge heraf de to koreanske stater proklamerede, begge hævdede at repræsentere hele den koreanske nation.
Delingen af Korea blev forstærket som en følge af Koreakrigen i det, som i dag er Sydkorea og Nordkorea.
Siden delingen har Sydkorea oplevet en rivende udvikling indenfor uddannelse, økonomi og kultur. Siden 1960-tallet er landet udviklet fra at være en af Asias fattigste nationer til at blive en af verdens rigeste. Sydkorea indgår i samlebetegnelsen De fire tigre, sammen med Singapore, Taiwan og Hongkong.

## USAMGIK (1945–1948)
Efter, at Japan havde kapituleret til de allierede, blev delingen ved den 38. breddegrad starten på den planlagte overgangsfase, hvor Sovjetunionen og USA midlertidigt skulle okkupere henholdsvis den nordlige og den sydlige del af Koreahalvøen. Delingen var ment som en midlertidig løsning, indtil de fire sejrsmagter, som foruden Sovjetunionen og USA bestod af Storbritannien og Kina, blev enige om en fælles administration for landet. Dette havde været diskuteret i februar 1945 på Jaltakonferencen. Amerikanske styrker ankom til Incheon den 8. september 1945 og etablerede et militærstyre lige efter. De amerikanske styrkers kommandør var general generalløjtnant John R. Hodge. For at møde den stadig stærkere modstand mod militærstyret etablerede Hodge i oktober et koreansk rådgivende organ. Et år senere blev der etableret en midlertidig nationalforsamling og en overgangsregering ledet af henholdsvis Kim Kyu-sik og Syngman Rhee. Organerne manglede imidlertid nødvendig autoritet og de jure suverænitet, som fortsat lå hos Koreas eksilregering i Kina. Amerikanske ledere valgte at ignorere dennes legitimitet, delvis fordi en troede, at eksilregeringen var tilknyttet kommunisterne.
Korea var i denne periode præget og plaget af politisk og økonomisk kaos af flere årsager. Eftervirkningerne af den japanske udnyttelse af landets ressourcer var stærk, både i syd og i nord. Desuden var de amerikanske styrker uforberedte på den udfordring, det var at administrere landet uden nødvendig kundskab om sprog, kultur eller politisk situation. Mange af amerikanernes egne tiltag havde derfor en destabiliserende effekt. Det hjalp heller ikke på stabiliteten, at man fra nord oplevede en stadig flygtningestrøm suppleret med en immigrationsbølge bestående af hjemvendte koreanere i eksil.
I december 1945 blev Moskvakonferencen afholdt for at diskutere Koreas fremtid. Der blev diskuteret en femårig forvaltningsregering, og en fælles amerikansk-sovjetisk kommission blev etableret. Kommissionen mødtes i Seoul men kørte hurtigt fast i spørgsmålet om etablering af et nationalt styre, idet man ikke formåede at komme til enighed. Uden en løsning i sigte tog amerikanerne det koreanske spørgsmål til FNs generalforsamling i september 1947.
I resolutionen fra FN's generalforsamling blev der taget til orde for FN-overvågede valg i begge dele af Korea. I nord afviste man disse planer, og valgene blev derfor alene gennemført i den sydlige del den 10. maj 1948. Der blev reserveret et større antal pladser i Sydkoreas nationalforsamling til nordkoreanerne med tanke på et eventuelt fremtidig valg således, at nationalforsamlingen kunne have legitimitet i hele Korea. I virkeligheden var delingen af Korea ved valget et faktum. Et flertal af vælgerne var imod valget.
En forfatning blev udarbejdet, som lagde grundlaget for en regering ledet af en præsident, med en fireårig periode for præsidentembedet. Som den midlertidige forfatning fastlagde, blev der afholdt et indirekte præsidentvalg i juli. Som leder af den nye nationalforsamling blev Syngman Rhee valgt til præsidentembedet og han proklamerede Republikken Korea den 15. august 1948.

## Første republik (1948–1960)
Sydkorea blev formelt set etableret ved proklamationen den 15. august 1948 med Syngman Rhee som første præsident. Ved etableringen af Rhees regering blev også landets de jure suverænitet overført til den nye styre. Den 9. september 1948 blev Den demokratiske folkerepublik Korea (Nordkorea) proklameret, baseret på politisk og økonomisk støtte fra Sovjetunionen og med en kommunistisk ledelse under Kim Il-sung. I FN-resolution 195 fra 12. december 1948 er Sydkorea beskrevet som den eneste lovlige koreanske myndighed.
I 1946 blev der nord for 38. breddegrad implementeret landreformer, hvor privat ejet land samt virksomheder og bygninger tilhørende japanske eller pro-japanske ejere blev konfiskerede af staten. Krav om en jordreform syd for den 38. breddegrad voksede, og en jordreform blev gennemført i juni 1949. Koreanere med store landejendomme blev pålagt at sælge det meste af landarealet. Vel 40 % af småbønderne blev landejere. Fordi en del rettigheder blev givet til personer med forbindelse til landejere fra før befrielsen, blev en del ejendomme overtaget og beholdt af pro-japanske grupper.
Korea var nu delt, og forholdet mellem de to koreanske stater blev stadig mere konfliktfyldt. De sovjetiske styrker blev trukket tilbage i 1948, og i Nordkorea pressede man på for, at de amerikanske styrker skulle trækkes ud af Sydkorea. Rhee på sin side ønskede at knytte tættere bånd til USA mod fjendestaterne Japan og Nordkorea. Samtaler om normalisering af forholdet til Japan blev indledt men uden særlig resultat. I mellemtiden modtog den sydkoreanske regering enorme pengesummer i amerikansk støtte, i enkelte tilfælde lige så meget som nationalbudgettet alene. Nationalistregeringen i Seoul fortsatte i mange tilfælde det amerikanske militærstyres politik. Antikommunisten Rhee arbejdede blandt andet på at "fjerne kommunisme" fra Sydkorea, hvilket i praksis betød at man fjernede al politisk opposition. Således blev Koreas kommunistparti og en provisorisk regering kendt som Folkerepublikken Korea forbudt. Han lod landets sikkerhedspoliti, ledet af den fanatiske antikommunist Kim Chang-ryong, opspore og torturere personer, som var mistænkte for at være kommunister eller nordkoreanske spioner. Den brutale udgang på Jeju-massakren i 1948, hvor mellem 14.000 og 60.000 personer blev dræbte under en opstand blandt venstreorienterede, blev bagatelliseret. Det samme blev oprøret i Suncheon og Yeosu.
Politisk var det vigtigste i den første republik anti-kommunisme og "genforening ved at ekspandere nordover". Sydkoreas militære styrke var imidlertid hverken udstyret eller forberedt, men Rhee var alligevel fast bestemt på at genforene Korea med militærmagt med støtte fra USA. I landets andet parlamentsvalg den 30. maj 1950 mødte Rhee imidlertid en stærkere opposition ved, at uafhængige repræsentanter vandt et flertal af pladserne i parlamentet. Dette bekræftede, at Rhee ikke havde en særlig stærk støtte i befolkningen.
Om morgenen den 25. juni 1950 angreb nordkoreanske styrker over den 38. breddegrad i det, som blev indledningen til Koreakrigen. Ledet af USA sendte 16 nationer soldater og yderligere fem medicinske enheder, formelt set under ledelse af FN-kommandoen (UNC).
Stadig ændrede frontlinjer førte til et højt antal af civile tab og materielle ødelæggelser. I 1951 engagerede det kommunistiske Kina sig i krigen med flere hundrede tusinde soldater i en "frivillig" hær, hvilket førte til, at fronterne stabiliserede sig langs den oprindelige grænse mellem de to koreanske stater. I juli 1951 blev der indledt våbenhvilesamtaler i grænsebyen Panmunjom. Først to år senere blev en våbenhvile indgået, den 27. juli 1953. Den sydkoreanske regering vendte tilbage til Seoul på den symbolske dato 15. august 1953.
Efter, at Koreakrigen blev afløst af en våbenhvile, oplevede Sydkorea politisk uro efter flere år med autoritært styre under Syngman Rhee. Rhee gik af som præsident efter et studenteroprør i 1960. Under sit styre forsøgte Rhee at tage kontrol over magtapparatet efter, at regeringen i 1952 var flyttet til Busan. I maj havde Rhee fået gennemført et tillæg til forfatningen, som gjorde præsidentembedet til en direkte valgt position. I forlængelse af dette erklærede han undtagelsestilstand, arresterede alle politiske modstandere i parlamentet, demonstranter og grupper, som var modstandere af regeringen. Rhee blev som en følge af dette genvalgt med overvældende margin.
Rhee fik kontrollen over parlamentet tilbage efter valget i 1954 og kunne dermed gennemføre et lovtillæg, som gjorde en undtagelse for ham fra begrænsningen i forfatningen, hvorefter en præsident kun kunne genvælges én gang og tilsammen sidde maksimalt i to perioder eller otte år. Han blev derefter genvalgt for anden gang i 1956. Lige efter begyndte Rhees administration at arrestere medlemmer af oppositionspartiet og henrettede dets leder efter at have anklaget ham for at være en nordkoreansk spion.
Rhee-administrationens undertrykkelse voksede i løbet af 1950-erne og dominerede landets politiske liv. I 1958 blev en en sikkerhedslov vedtaget for at styrke regeringens kontrol over alle led i administrationen. Tiltagene mødte stærk modstand i befolkningen, og til trods for protester sørgede Rhee for, at præsidentvalget i maj 1960 var så gennemsyret af svindel, at han endnu en gang vandt en overlegen sejr.
På valgdagen udbrød der protester blandt studenter og andre mod påstået valgsvindel i Masan. Protesterne blev i starten kvalt af lokalt politi. Men efter, at liget af en student blev fundet flydende i vandet i havneområdet den 11. april med en gasgranat i det ene øje, udbrød der uro og protester over hele landet. Den 19. april demonstrerede 30.000 studenter fra flere universiteter og højskoler, og de gik i protesttog mod regeringskontorerne i Seoul i det, som senere er blevet kaldt for April-revolutionen. Studenterne råbte slagord for retfærdighed og demokrati. Regeringen erklærede undtagelsestilstand og indkaldte soldater fra hæren, som blev beordrede til at skyde med skarpe skud ind i folkemængderne. Skyderierne krævede 120 menneskeliv og tusindvis af skadede. Protesterne rystede det politiske lederskab og tiltog i styrke. Den 25. april deltog også universitetsprofessorerne i gadedemonstrationerne. Rhee indleverede sin formelle afskedsansøgning dagen efter, den 26. april.

## Anden republik (1960–1963)
Efter studenterdemonstrationerne blev den politiske magt for en kort periode overført til en midlertidig administration under ledelse af udenrigsminister Heo Jeong. Et nyt parlamentsvalg blev afholdt den 29. juli 1960. Det demokratiske parti, som havde været oppositionsparti under den første republik, vandt en enkel sejr, som også markerede starten på den anden republik. En revideret forfatning præciserede, at den anden republik skulle have form af et parlamentarisk system, hvor præsidenten havde en underordnet rolle. Dette var første gang, hvor Sydkorea antog en parlamentarisk styremåde. Nationalforsamlingen valgte Yun Bo-seon som præsident og Chang Myon som statsminister i august i 1960.
I den anden republik voksede den politiske aktivitet, som havde været undertrykt under Rhee. Megen af aktiviteterne var i regi af venstreradikale og studentergrupper. Fagforeningsmedlemskab og aktiviteter voksede kraftigt i 1960, herunder fagforeninger for lærere, journalister og overbygningen Federation of Korean Trade Union. Vel 2000 demonstrationer blev afholdt de otte måneder, som den anden republik eksisterede.
Efter pres fra venstrefløjen gennemførte Chang en politisk udrensning af flere inden for militæret og politiet blandt dem, som havde været involverede i anti-demokratiske aktiviteter eller blev beskyldt for korruption. En særlig lov for dette blev vedtaget den 31. oktober 1960. 40.000 personer blev efterforsket, mere end 2.200 statsansatte og 4.000 polititjenestemænd blev med magt fjernet fra deres stillinger. En plan om at reducere antallet af soldater med 100.000 blev skrinlagt.
Den nye regering mødte store udfordringer, blandt andet indenfor økonomien. Man udarbejdede en femårsplan, men formåede aldrig at gennemføre denne før regeringen blev styrtet. Under den anden republik blev værdien af valutaen hwan halveret i forhold til dollar mellem efteråret 1960 og foråret 1961.
Selv om regeringen var kommet til magten ved hjælp af folkelig støtte, viste den sig uden evne til at gennemføre effektive reformer for blandt andet at standse den sociale uro i landet, og den formåede heller ikke at standse den politiske uro, som til sidst førte til statskuppet den 16. maj 1961.

### Militærjunta (1961–1963)
16. maj-kuppet blev ledet af generalmajor Park Chung-hee og fandt sted den 16. maj 1961. Det satte en effektiv stopper for den anden republik. Park var en af flere i en gruppe militære ledere, som havde arbejdet for en depolitisering af militæret. Gruppen var misfornøjet med de politiske udrensninger, regeringen havde gennemført, og var overbevist om at den desorienterede staten kunne kollapse og blive til en kommuniststat. De valgte at tage sagen i egne hænder.
Nationalforsamlingen blev opløst og officerer erstattede civile tjenestemænd. I maj erklærede juntaen sine løfter. Landets hovedmål politisk var anti-kommunisme, samtidig som man ville styrke venskabet med sine allierede i den frie verden, især USA. Korruption og overgreb fra myndighedernes side ville der blive slået ned på, og en frisk og ren moral skulle lægges til grund for det videre arbejde, hvor reetablering af en bæredygtig økonomi ville blive givet prioritet foruden, at nationen skulle opmuntres til at kæmpe mod kommunisme for nå målet om genforening. Der blev lovet en overgang til demokratisk civilt styre indenfor to år.
Militærjuntaen etablerede efterretningstjenesten Korean Central Intelligence Agency (KCIA) i juni 1961, ledet af en slægtning af Park, Kim Jong-pil. I december 1962 blev der afholdt en folkeafstemning om spørgsmålet, om man skulle vende tilbage til præsidentstyre, et forslag som opnåede 78 % majoritet. Park og de andre militære ledere lovede ikke at stille til valg ved førstkommende valg. Til trods for dette stillede Park op som præsidentkandidat for det nyetablerede parti Democratic Republican Party (DRP), som i hovedsagen bestod af KCIA-folk, og vandt præsidentvalget i 1963 med en margin på 1½ %.

## Tredje republik (1963–1972)
Parks administration startede den tredje republik ved at igangsætte den eksportorienterede industripolitik, som lå i Sydkoreas femårsplan. Det blev prioriteret at udvikle en selvforsynet og moderne økonomi under slagordet; "Udvikling først, genforening senere". Den økonomiske vækst indtraf hurtigt med betydelig forbedring af landets industrielle struktur, særlig indenfor basis- og tung kemisk industri. Industrialiseringen krævede betydelige mængder af kapital. Park-regeringen benyttede økonomiske hjælpepakker fra Japan og USA til at finansiere både billige banklån og skattefordele rettede mod den eksport-baserede del af industrien. Disse virksomheder blev senere kendt som chaebol.
Forholdet til Japan blev normaliseret ved underskrivelsen af en Traktat om basisrelationer mellem Japan og Republikken Korea i juni 1965. Traktaten førte til, at Japan gav Sydkorea yderligere finansiering i form af lån og kompensation for besættelsen af Korea mellem 1910 og 1945, men uden en officiel japansk beklagelse. Den manglende beklagelse førte til højlydte protester rundt om i Sydkorea.
Den sydkoreanske regering benyttede det meste af kompensationen til økonomisk udvikling af landet, og tilbød ikke ofre for den japanske undertrykkelse anden form for kompensation end 300.000 won per døde mellem 1975 og 1977 til efterlatte efter ofre, som var døde efter tvangsarbejde. Myndighederne benyttede i stedet det meste af pengene i at udvikle en social infrastruktur, etablerede POSCO, byggede Gyeongbu-motorvejen og Soyang-dæmningen. Ifølge Research on the use of reparation from Japan, offentliggjort i 2000 af Korean Institute for International Economic Policy (KIEP), brugte Sydkorea den japanske kompensation mest effektivt af de fem lande, som Japan betalte dette til, de fire andre var Myanmar, Filippinerne, Indonesien og Vietnam.
Park-regeringen fastholdt de tætte bånd til USA, og modtog betydelige pengegaver fra landet. Der blev opsat en aftale i 1966, som afklarede den juridiske situation for de amerikanske styrker i landet. Lige efter engagerede Sydkorea sig i Vietnamkrigen. Sammenlagt deltog over 300.000 sydkoreanske soldater i konflikten sammen med amerikanske og sydvietnamesiske soldater.
Den økonomiske og teknologiske udvikling i denne periode af Sydkoreas historie forbedrede den jævne sydkoreaners muligheder for højere uddannelse. Den stærkt voksende sydkoreanske økonomi absorberede både nyuddannede studenter og arbejdere, som fik en højere uddannelse. Væksten førte også til en stærkt stigende urbanisering.
Gyeongbu-motorvejen på 416 km blev bygget på to og et halvt år og knyttede Seoul sammen med landets sydøstlige industriregion og med havnebyerne Busan og Incheon. Trods den stærke økonomiske vækst fulgte den jævne sydkoreaners levestandard ikke med. Arbejdere måtte acceptere lave lønninger for at sikre den sydkoreanske industris konkurrenceevne, mens bønder levede i nær fattigdom, fordi myndighederne bestemte priserne på landbrugsprodukter. Landdistrikterne sakkede sagte men sikkert efter byerne i udvikling, hvilket førte til stadig højlydte protester fra landarbejderne. Myndighedernes svar var at forøge landbrugets produktivitet og bøndernes indtægter gennem det politiske initiativ Semaul ("den nye landsbybevægelse") i 1971. Målet var at forbedre landdistrikternes levestandard samt at modernisere hele det koreanske samfund, herunder at reducere indtægtsforskellen, som var opstået mellem by og land.
Park genopstillede til præsidentvalget i 1967 og fik 51,4 % af stemmerne. På denne tid var der i henhold til landets forfatning kun mulighed for et genvalg til præsidentembedet. Men park fik gennemført et tillæg til grundloven i 1969, som tillod ham at søge genvalg for en tredje periode. Dette førte til voldsomme protester og demonstrationer landet over, og oppositionskandidaten ved præsidentvalget i 1971, Kim Dae-jung fik over 45 % af stemmerne. Park blev imidlertid genvalgt med 53,2 % af stemmerne.
Måneden efter var der parlamentsvalg, som førte til, at oppositionspartiet gik mest frem og nok til, at partiet kunne blokere ændringer i landets grundlov. Park følte sig så truet af dette, at han erklærede undtagelsestilstand den 6. december 1971. Nixon-doktrinen havde på denne tid ført til bedre forhold mellem flere af verdens stormagter. Park fik med dette et dilemma, eftersom hans eget styre var baseret på en tydelig anti-kommunistisk politik. I en usædvanlig proklamation offentliggjorde den sydkoreanske regering sammen med den nordkoreanske regering den 4. juli 1972 et fælles kommuniké for en koreansk genforening. Endvidere afholdt de to landes Røde Kors-foreninger samtaler i Seoul og Pyongyang. Regeringens politik i genforeningsspørgsmålet blev imidlertid ikke ændret, og den 17. oktober 1972 erklærede Park atter undtagelsestilstand, opløste nationalforsamlingen og satte grundloven til side.

## Fjerde republik (1972–1981)
Den fjerde republik startede med indførelsen af Yusin-forfatningen den 21. november 1972. Denne gav Park en effektiv kontrol over parlamentet og en mulighed for at sidde som præsident på livstid. Præsidenten skulle herefter vælges indirekte af et valgmandskollegium og præsidentperioden blev udvidet til seks år uden begrænsninger i antal genvalg. Lovgivningen og retsvæsenet blev kontrolleret af regeringen, og retningslinjerne for uddannelsesvæsenet var under regeringens direkte overvågning. Skolebøger, som støttede regeringens ideologi, blev godkendt af regeringen selv, ved at uddannelsesdepartementet blev underkendt.
Trods social og politisk uro, fortsatte den økonomiske vækst baseret på den tredje republiks autoritære styre med fokus på eksportrettet industri. De første to femårsplaner for økonomisk vækst var en succes, den tredje og fjerde plan fokuserede på tung- og kemisk industri, hvor blandt andet kapaciteten til stål- og olieindustri skulle forøges. De store konglomerater, som var vokset frem på grund af regeringens økonomiske politik, (chaebolerne), blev fortsat prioriterede og dominerede efterhånden hjemmemarkedet. Den økonomiske udvikling var sket ved hjælp af udenlandsk kapital, og det meste af bedrifternes overskud gik til at yde lån og afdrag på lån.
Studenter og aktivister for demokrati fortsatte med deres demonstrationer for afviklingen af Yushin-systemet. For at forebygge en mere folkelig støtte til protesterne indførte Park-styret særlige love i 1974 og 1975, som gav anledning til at arrestere hundredvis af dissidenter. Men protesterne voksede og fik efterhånden støtte af politikere, intellektuelle, religiøse ledere, arbejdere og bønder. I 1978 blev Park genvalgt som præsident, et valg som nok en gang blev mødt med protester og demonstrationer. Regeringen svarede med at udelukke oppositionens leder, Kim Young-sam fra hans plads i nationalforsamlingen, og fortsatte med undertrykkelse af protesterne med voldelige midler. I 1979 blev der gennemført massive og landsomfattende demonstrationer mod regeringen. Midt i den politiske uro, som fulgte, blev præsident Park skudt af direktøren for hans egen sikkerhedstjeneste KCIA, Kim Jae-kyu. Parks militærstyre var dermed over.

## Femte republik (1981–1987)
Efter attentatet mod Park Chung-hee overtog statsminister Choi Kyu-hah præsidentembedet men blev efter seks dage erstattet af generalmajor Chun Doo-hwan i et nyt statskup den 12. december 1979. I maj året efter gik fortrinsvis studenter og fagforeninger over hele landet atter på gaderne for at protestere mod landets autoritære ledelse. Chun Doo-hwan erklærede undtagelsestilstand den 17. maj 1980, men protesterne voksede. Oppositionsledere som Kim Dae-jung og Kim Jong-pil blev arresterede, mens Kim Young-sam fik husarrest.
Den 18. maj 1980 udbrød der en åben konfrontation i Gwangju mellem protesterende studenter ved Chonnam National University og militære styrker udkommanderede i henhold til undtagelseslovene. Hændelsen førte til landsomfattende protester, som varede i ni dage. Den 27. maj fandt Gwangju-massakren sted. Umiddelbare tal over døde varierede stærkt fra nogen dusin til over 2.000, men efter en nærmere efterforskning udført af civile myndigheder endte antallet af dræbte på vel 200 og 850 skadede. I juni 1980 opløste Chun nationalforsamlingen. Derefter etablerede han National Defense Emergency Policy Committee, og indsatte sig selv som medlem. Den 17. juli trak han sig som direktør for KCIA. I september 1980 blev Chun Doo-hwan valgt til ny præsident i et indirekte valg, og han blev taget i ed i embedet i marts året efter, hvilket er den officielle start på den femte republik.
En ny forfatning blev udformet, med flere ændringer i forhold til den gamle; blandt andet skulle præsidentembedet bestå af en periode på syv år, nationalforsamlingen skulle få større magt. Men systemet med indirekte valg til præsidentembedet bestod, og flere officerer blev udnævnte til ledende stillinger i statsapparatet.
Regeringen lovede en ny tid med økonomisk vækst og et demokratisk juridisk system. Strenge love for finansmarkederne og lavt renteniveau bidrog til prisstabilitet og hurtig økonomisk vækst, særlig indenfor elektronik, halvledere og bilindustrien. Landet åbnede for udenlandske investeringer, og BNP voksede parallelt med eksportindustriens vækst. Væksten afslørede imidlertid også et stærkt voksende gab mellem fattig og rig, byer og landdistrikter, men også konflikter mellem landets regioner. Uenighederne førte til nye hårde tiltag fra regeringens side mod landets opposition, som igen gav grobund for stadig nye protester fra landdistrikterne og fra studenterne.
Udenrigspolitisk blev båndene til Japan styrkede ved gensidige statsbesøg af Chun til Japan og den japanske statsminister Nakasone Yasuhiro til Sydkorea. USA's præsident Ronald Reagan kom også på besøg, mens forholdet mellem Sovjetunionen og Folkerepublikken Kina blev bedre. Forholdet til Nordkorea blev meget anstrengt efter attentatet i Rangoon i 1983, som dræbte 17 sydkoreanske tjenestemænd, som deltog i en mindeceremoni for Aung San. Nordkorea blev beskyldt for at stå bag attentatet, som antagelig var ment rettet mod den sydkoreanske præsident selv. Imidlertid havde Nordkorea allerede i 1980 tilsluttet sig princippet om, at en koreansk genforening kunne ske efter princippet "en nation, to systemer". Dette blev mødt af et forslag fra Sydkorea om at få i stand et møde for at forberede en fælles forfatning og en fælles regering gennem et valg. Det menneskelige spørgsmål knyttet til familier, som blev splittede efter Koreakrigen, blev håndteret først. I september 1985 fik familier fra begge sider lov til at besøge slægtninge i både Seoul og Pyongyang i det, som da blev anset som en historisk hændelse.
Den sydkoreanske regering startede en række projekter af kulturel betydning; National Museum of Korea, Seoul Arts Center, National Museum of Contemporary Art blev etablerede. De asiatiske Lege i 1986 blev arrangerede i Seoul som en forberedelse til Sommer-OL 1988 ligeledes i Seoul, begge arrangementer gik over al forventning.
Trods økonomisk vækst og udvikling i udenrigspolitiske forhold var regeringen fortsat et resultat af et statskup, i realiteten et militærstyre. Støtten blandt folket var lav, og tidlige løfter om et demokratisk retsvæsen blev ikke nævnt siden. Ved parlamentsvalget i 1985 fik oppositionspartierne flere stemmer end regeringspartiet, en indikation på at vælgerne ønskede en forandring. Studenterprotesterne fik ´mere sympati og støtte, Gwangju-massakren blev ikke glemt, og i januar 1987 udbrød uroen løs på ny. Forløbet denne gang var en student ved Seoul National University, som døde under afhøring hos politiet. I april erklærede præsident Chun, i et forsøg på at komme oppositionen i møde, at tiltag ville blive sat i værk for at beskytte den eksisterende forfatning perioden ud i stedet for at præsentere reformer, som blandt andet kunne imødekomme kravet om direkte valg til præsidentembedet. Erklæringen førte til en mere sammensvejset opposition, og i juni demonstrerede mere end en million sydkoreanere for kravet om demokratiske reformer.
Den 29. juni 1987 accepterede regeringspartiets nominerede til præsidentvalget, Roh Tae-woo, kravene fra de protesterende og offentliggjorde en deklaration for politiske reformer, deriblandt direkte valg til præsidentembedet og genoprettelse af civile rettigheder. I oktober blev ændringerne genstand for en folkeafstemning, og efter overvældende flertal for direkte valg til præsidentembedet, blev det første præsidentvalg afholdt den 16. december.

## Sjette republik (efter 1987)
Den sjette republik startede i 1987 og repræsenterer nutidens politiske styre i Sydkorea. Republikken blev etableret ved valget af Roh Tae-woo til landets præsident den 16. december 1987. Valget var det første direkte præsidentvalg i 16 år. Roh havde også militær baggrund og var en af lederne for statskuppet i december 1979. Han vandt præsidentvalget blandt andet, fordi de to oppositionsledere, Kim Dae-jung og Kim Young-sam ikke kunne blive enige om en fælles oppositionskandidat. Oppositionens stemmer blev derfor splittet, men udgjorde tilsammen mere end halvdelen af de afgivne stemmer.
Roh aflagde præsidenteden i februar 1988. Den nye regering satte sig for at fjerne resterne af det tidligere autoritære regime, blandt andet ved at reversere og tilpasse tidligere love og dekreter en demokratisk styreform. Pressefriheden blev udvidet, universiteterne fik anerkendt egen autonomi, og rejserestriktioner blev ophævede. Den økonomiske vækst var aftaget i sammenlignet med 1980-erne, fagforeningerne havde vokset sig stærkere, og voksende lønninger havde reduceret den sydkoreanske industris konkurrenceevne. Eksporten voksede ikke længere, mens prisniveauet på forbrugsvarer indenlands voksede.
Lige efter, at Roh overtog som præsident, blev Sommer-OL arrangeret i Seoul. Dette førte til voksende international anerkendelse af Sydkorea, men fik også stor betydning for den sydkoreanske udenrigspolitik. Regeringen lancerede en plan for genforening, Nordpolitik og etablerede diplomatiske forbindelser med Sovjetunionen, Folkerepublikken Kina og staterne i Østeuropa.
Det var en historisk begivenhed, da det i 1990 fra nordkoreansk side blev accepteret en plan for udveksling indenfor områderne sport og kultur, samt samtaler på højt politisk niveau. I 1991 blev der underskrevet et fælles kommunike om at gøre Koreahalvøen atomvåbenfri, samt at de to koreanske stater meldte sig ind i FN ved en fælles ceremoni den 17. september.

### Kim Young-sam præsident (1992-1998)
Efter, at Rohs præsidentperiode var ovre, blev den tidligere oppositionspolitiker Kim Young-sam valgt til ny præsident ved 1992. Han blev landets første civile præsident i 30 år og lovede at bygge et "Nyt Korea". Regeringen ville korrigere tidligere regeringers fejlgreb. Første valg til folkevalgte forsamlinger i provinser, amter, byer og kommuner blev afholdte i 1995, og parlamentsvalg i 1996. For at imødekomme krav fra befolkningen blev de tidligere præsidenter Chun og Roh stævnet for en rigsret for flere forhold knyttet til korruption, illegale fonde og for Chuns ansvar for Gwangju-massakren. De blev stillede for retten og dømt til fængsel i december 1996.
Forholdet til Nordkorea blev stadig forbedret, og et topmøde blev planlagt, men udsat på ubestemt tid efter Kim Il-sungs død i 1994. De koreansk-koreansk forhold var spændte efter dette, med en række mindre grænseepisoder, ofte efterfulgte af beklagelser.
Regeringen gennemførte betydelige finansielle og økonomiske reformer, deriblandt medlemskab i OECD i 1996, men ramtes af både politiske og finansielle skandaler. Samtidig måtte man takle flere nationale katastrofer: en togafsporing i 1993 ved Busan kostede 79 menneskeliv, Seongsubroen faldt sammen den 21. oktober 1994 og kostede 32 menneskeliv og skadede 17, mens kollapsen af indkøbscenteret Sampoong i Seoul i 1994 dræbte 501 og skadede 937. Alle disse og andre ulykker svækkede regeringen.

### Kim Dae-jung præsident (1998-2002)
I 1997 blev landet hårdt ramt af den finansielle Asienkrise, og man måtte bede om hjælp fra IMF. Dette var på grænsen til hvad nationen kunne tåle, og oppositionsleder Kim Dae-jung vandt præsidentvalget samme år.
Kim Dae-jung blev taget i ed i februar 1998. Landet havde fulgt op på sine løfter om at demokratisere de politiske processer, og dette var første gang politisk magt blev overført mellem politiske partier på en fredelig måde. Kims første store opgave var at imødegå den finansielle krise, som landet var havnet i. Med en samlet indsats fra regeringen for at skaffe udenlandsk kapital til veje, samarbejde med landets næringsliv og en kampagne for at indsamle guld fra befolkningen, formåede landet at komme ud af krisen nogenlunde helskindet efter kort tid.
Arbejdet med at reorganisere de store industrikonglomerater chaebolerne blev startet, et nationalt pensionssystem blev etableret i 1998, der blev indført flere reformer af uddannelsessektoren, støtten til IT-industrien blev forøget, og de første verdensarvsteder blev registrerede. Landet samarbejdede med Japan om at arrangere VM i fodbold 2002, som fik millioner af sydkoreanske fodboldsupportere frem i takt med, at Sydkorea nærmede sig en finaleplads.
Blandt Kim Dae-jungs politiske initiativer var "Solskinspolitikken", som bestod af flere tiltag for at forbedre forholdet til Nordkorea. Dette kulminerede i flere genforeninger af familier, som var blevet splittet efter Koreakrigen, og et koreansk topmøde i 2000 mellem Kim og den nordkoreanske leder Kim Jong-il. For sin forsonende politik fik Kim i år 2000 Nobels fredspris. Nordkorea på sin side samarbejdede ikke for en fredelig sameksistens, og efter Terrorangrebet 11. september 2001 mod USA, ændrede også USA's syn på Nordkorea, og effekten af solskinspolitikken blev stærkt svækket. Tillige blev der fremsat anklager om, at Sydkorea betalte Nordkorea for at få topmødet i 2000 i stand. Kims regering mistede betydelig støtte i befolkningen efter disse anklager.

### Roh Moo-hyun præsident (2002-2008)
Roh Moo-hyun blev valgt som landets præsident i december 2002. Han vandt betydelig støtte blandt den yngre del af befolkningen og civile grupper, som håbede på et mere inkluderende demokrati. Roh lancerede sin regering med mottoet "deltagende regering". I modsætning til tidligere regeringer valgte Roh at planlægge for en længere horisont og indførte markedsreformer i et roligere tempo. De fleste koreanere satte imidlertid ikke pris på dette tempo, og mod slutningen af 2003 mistede regeringen betydelig støtte i meningsmålingerne.
Roh-administrationen klarede at samle de ulige regioner i landet, løsnede de tidligere stærke bånd mellem politik og næringsliv, styrkede den civile sektor, kom til enighed med USA om en frihandelsaftale, fortsatte samtalerne med Nordkorea og etablerede en højhastighedsbane, Korea Train Express. Aktiemarkedet voksede hurtigt, ungdomsarbejdsløsheden voksede, boligpriserne gik i vejret og væksten i økonomien stagnerede.
I marts 1994 blev Roh sat under rigsret, beskyldt for at have brudt landets valglove og korruption. Dette fik hans støtter frem, og hans parti fik flertal ved parlamentsvalget i 2004. I maj fik Roh præsidentembedet tilbage af landets forfatningsdomstol, som havde afvist anklagerne mod han. Ved suppleringsvalget året efter mistede regeringspartiet den marginale majoritet, det havde fået ved parlamentsvalget året før. Årsagerne var mange, men omfattede blandt andet manglende fremgang med reformplanerne, strejker, Rohs personlige kampe overfor flere medier, diplomatisk gnidning med USA og Japan, og kritik overfor regeringens inkompetence i spørgsmål knyttede til politiske, socioøkonomiske sager og udenrigspolitik.
Roh Moo-hyun og flere af hans familiemedlemmer blev efterforskede for at have modtaget bestikkelser og korruption i april 2009. Roh benægtede anklagerne, men tog sit eget liv ved at hoppe i en ravine den 23. maj 2009.

### Lee Myung-bak præsident (2008-2013)
Rohs efterfølger, Lee Myung-bak, blev taget i ed i embedet i februar 2008. Hans rettesnor var "kreativ pragmatisme", og hans første udfordring var at få fart på en stagnerende økonomi, revitalisere landets diplomati, stabilisere velfærdsprogrammerne og møde udfordringerne, som globaliseringen førte med sig. I april 2008 fik præsidentens konservative parti rent flertal med solid margin ved parlamentsvalget. Samme måned blev der gennemført samtaler med USA for at løsne på den anspændte situation mellem de to lande, som havde sit udspring i Roh-administrationens politik over for Nordkorea og den koreansk-amerikanske frihandelsaftale. Lee accepterede at afvikle et sydkoreansk importforbud mod amerikansk oksekød, hvilket førte til demonstrationer for et fortsat importforbud af frygt for, at det importerede kød ville bringe med sig kogalskab.
Lee-regeringen fik mange problemer i starten af sin periode: kritik for udnævnelse af flere højere statstjenestemænd, stadige politiske konflikter, beskyldninger for at undertrykke medier og en stilstand i de diplomatiske forbindelser med Nordkorea og Japan. Økonomien forværredes i takt med, at den globale finanskrise slog til, og landet var ude i sin værste økonomiske krise siden 1997. Lee håndterede kriserne ved blandt andet at foretage ændringer i regeringen og indføre reformer for administration og industri.
Efter flere reformer, blev den økonomiske nedgang vendt til et opsving, og landet var snart tilbage og over niveauet fra før, finanskrisen slog til. Lee-administrationen har også arbejdet for at forbedre diplomatiske forbindelser ved at aktivt deltage i samtaler med andre nationer: USA, topmøde mellem Korea, Kina og Japan, samt ASEAN-deltagelse for at styrke båndene med andre asiatiske nationer. G20-topmødet 2010 i Seoul blev en arena for at diskutere international økonomi, og det var første gang, at et land uden for de oprindelige G7-lande arrangerede et sådant topmøde.
Sænkningen af den sydkoreanske korvet "Cheonan" den 26. marts 2010, som Sydkorea mener, at Nordkorea stod bag, og det nordkoreanske bombardement af Yeonpyeong den 23. november 2010, førte til et nyt meget anstrengt forhold mellem de to koreanske stater.

### Park Geun-hye præsident (2013-2017)
Den 19. december 2012 vandt Park Geun-hye præsidentvalget og den 25. februar 2013 skrev hun historie ved at blive den første kvindelige præsident i Sydkorea. Som vision for hendes regering satte hun "en ny æra af håb og lykke". De erklærede mål for den nye regering omfatter "kreativitet-orienteret uddannelse og kulturel berigelse", "en job-centreret kreativ økonomi", "skræddersyet beskæftigelse og velfærd", "stærke sikkerhedsforanstaltninger for bæredygtig fred på den koreanske halvø" og "et sikkert og forenet samfund ".
For at gennemføre sin administrative vision og sine mål foretog hun radikale ændringer, herunder omstrukturering af "Blue House '. Mens stillingen som "vicepremierminister for økonomiske anliggender" blev fornyet, blev flere nye kontorer, herunder den for "Videnskabsministeriet", "Office of National Security" på Blue House, og "ICT og fremtidig planlægning", oprettede.
Hun besøgte USA i maj 2013 og mødte præsident Barack Obama. De to ledere havde bilateralt møde om forskellige udviklingsmæssige og andre samarbejdsspørgsmål med fokus på udvikling af begge økonomier. Mens mere end 20.000 amerikanske militære mænd er udstationeret i Sydkorea, ser hun den strategiske alliance af både nationer som den mest frugtbare. Ved en fælles samling i den amerikanske kongres appellerede hun til en fælles front for at imødegå udfordringer fra Nordkoreas side. Hun fortsætter med at opretholde et tæt samarbejde med USA som mange af hendes forgængere.
Under indtryk af, at Nordkorea har overtrådt en resolution vedtaget af FNs Sikkerhedsråd og optrådt udfordrende over for Sydkorea, er hun forblevet engageret at foretage politiske koordinering sammen med partnere som FN, USA og Kina om forholdet til Nordkorea.
Hun besøgte Kina i juni 2013 og mødte præsident Xi Jinping. Hun vandt støtte fra præsidenten efter at have forklaret Sydkoreas standpunkt i spørgsmål vedrørende Nordkorea.
Hun holdt et topmøde den 13. november 2013 den russiske præsident Vladimir Putin under dennes besøg i Sydkorea. De to ledere havde en omfattende og dynamisk samtale centreret om en styrkelse af den økonomiske og politiske udvikling.
For at gennemføre sin vision om genstyrket økonomi sammen med skabelsen af nye arbejdspladser, erklærede hun sin målsætning om at opbygge en "kreativ økonomi" den 5. juni 2013.
Park Geun-hye og Tony Abbott, Australiens premierminister, underskrev en frihandelsaftale mellem Australien og Sydkorea den 8. april 2014.
I marts 2015 ansøgte Sydkorea officielt om at tilslutte sig den "Asian Infrastructure Investment Bank" og den 26. maj 2015 rettede hun henvendelse til chefen for "Asian Development Bank" om at samarbejdet med "Asian Infrastructure Investment Bank" også skulle omfatte Sydkorea.
Hun har talt om at fjerne "fire store sociale onder", der omfatter farlige fødevarer, vold i hjemmet, seksuel vold og skolevold som en af de sociale dagsordener for nationen. Et "National Unity Committee" blev oprettet af hende, der skulle fungere som rådgiver for præsidenten i arbejdet for at løse de samfundsmæssige konflikter i nationen for dermed at fremme et miljø af fælles velstand og sameksistens.